# 白猪笼草
白猪笼草（学名：Nepenthes alba）是西马来西亚特有的热带食虫植物。其种加词来源于拉丁文“albus”，意为“白色的”，指其上位笼的颜色。白猪笼草广泛分布于马来西亚最大的国家公园——大汉山国家公园中大汉山海拔1600米的高地山坡，至海拔2187米的顶峰之间。尚未清楚大汉山以外的地区是否存在白猪笼草，但采集于大卑士山（Mount Tapis）的标本也表现出白猪笼草的形态特征。

## 植物学史
20世纪初，英国植物学家亨利·尼古拉斯·里德利考察了马来西亚彭亨的大汉山。在考察期间，里德利发现了两种猪笼草。1908年，他将其中一种具有细长捕虫笼的猪笼草命名为瘦小猪笼草（N. gracillima），其捕虫笼为绿色，上面具有明显的黑色斑点。1924年，里德利描述了第二种猪笼草，并将其命名为白猪笼草，其具有小型的白色捕虫笼。
自从里德利发现这两个物种后的一百年间，学界对于这两个物种的分类一直存在着争议。一部分植物学家认为这两个种群实为一个物种，而另一部分植物学家则将其归入了其他猪笼草的名下，如岔刺猪笼草（N. ramispina）、邦苏猪笼草（N. bongso）和欣佳浪山猪笼草（N. singalana）。 
2008年，斯图尔特·麦克弗森再次对大汉山进行考察，并试图弄清该山上猪笼草的分类关系。他观察了大汉山高地山坡上两个独立的猪笼草种群的形态特征，发现其与里德利对于瘦小猪笼草和白猪笼草的原始描述相一致。这两个猪笼草种群的捕虫笼的形状、颜色和大小都不同。它们分布于不同的海拔高度，且原生地并不重叠。所以斯图尔特·麦克弗森认为里德利对于这两个种群的分类是正确的，白猪笼草与瘦小猪笼草是两个独立的物种。

## 形态特征
白猪笼草的下位笼可高达12厘米，宽至4.5厘米。其下半部为卵形，上半部较窄，通常具有明显的笼肩，为圆柱形或略为漏斗形。腹面的笼翼可宽达7毫米，翼须可长达10毫米。唇可宽达8毫米，唇肋可高达1毫米，间隔可达1毫米。唇为圆柱形，前部较窄，基部平展。唇齿长2毫米。笼盖为圆形或椭圆形，可长达3.8厘米，宽至4厘米，无附属物。笼蔓尾通常不分叉，可长达13毫米。
白猪笼草下位笼的颜色非常统一，外表面为深紫褐色，常带有深紫色的斑点。内表面为均匀的浅紫色，偶尔具有紫色的斑点。笼盖两面都为浅紫色或红色。唇为深紫色或黑色。
白猪笼草的上位笼可高达13厘米，宽至4厘米。其下半部为窄漏斗形或卵形，上半部变窄，通常具有明显的笼肩，笼口下为圆柱形。笼翼缩小为一对隆起。唇可宽达7毫米，两侧和基部略扁平或完全不扁平。唇肋可高达0.5毫米，间隔可达1毫米，但其往往较为模糊，难以分辨。其余部部与下位笼类似。
上位笼的外表面和内表面主要为白色，但其下半部也可能为黄绿色。同时，其外表面和内表面上通常还具有红色或粉红色的斑点，但斑点的多少不定。唇通常为白色，偶尔具红色或粉红色的条纹。笼盖可能为白色、红色，或具红色或粉红色的斑点。白猪笼草上位笼的颜色变化大。90%的白猪笼草上位笼为白色，其内表面或外表面具红色或粉红色的斑点。9%的为全白。剩下1%具带状的红色斑点，整体呈现出红色、粉红色或橙色。

## 生态关系
在低海拔地区，白猪笼草生长于矮小的高地山地森林和灌木丛中，大部分存在于山脊顶部和高地山坡。在此，白猪笼草具有多分支的茎，可长达5米。常攀附于周围的植被上，并能耐受强烈的直射光。在高海拔地区，特别是大汉山的高地山坡，白猪笼草生长于矮小的灌木丛中或植被稀疏的开阔地中。其植株常为莲座状，或具有较短的匍匐茎。在山顶，大部分白猪笼草都生长于沼泽中，周围生长着矮小的沼泽草本和兰科植物。在这样无遮挡的条件下，白猪笼草大大的矮化，其带花标本常仅长25厘米。

## 扩展阅读
- 食虫植物照片搜寻引擎中白猪笼草的照片 （页面存档备份，存于）

 维基共享资源上的相關多媒體資源：白猪笼草
 維基物種上的相關：白猪笼草